# Peter Gethin

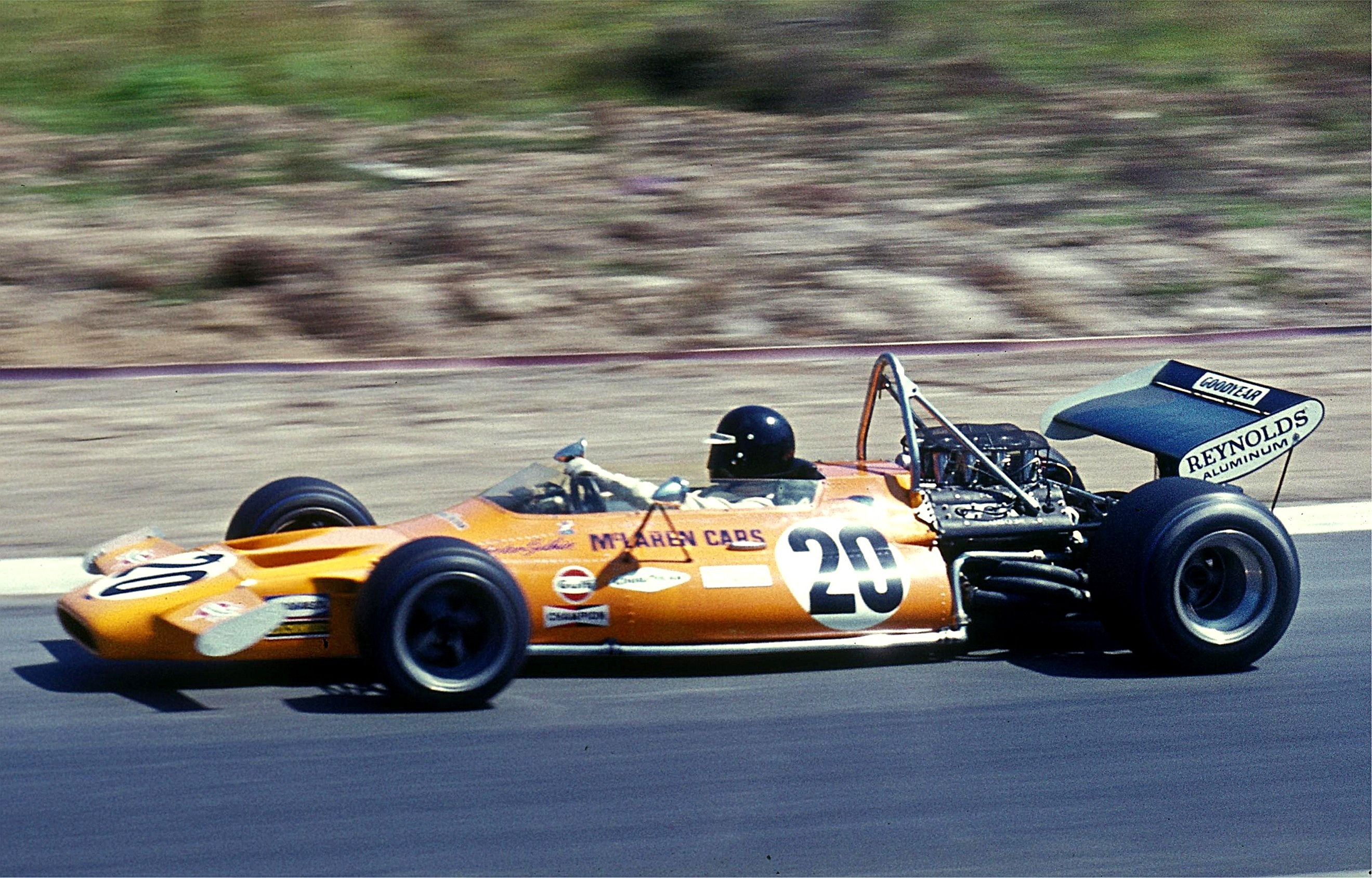
Peter Gethin al Gran Premi d'Alemanya del 1971.

 Peter Kenneth Gethin  (21 de febrer del 1940 a Ewell, Surrey, Anglaterra - 5 de desembre de 2011) va ser un pilot de curses automobilístiques britànic que va arribar a disputar curses de Fórmula 1.
Va néixer el 21 de febrer del 1940 a Ewell, Surrey, Anglaterra.

## A la F1
Peter Gethin va debutar a la cinquena cursa de la temporada 1970 (la 21a temporada de la història) del campionat del món de la Fórmula 1, disputant el 21 de juny del 1970 el GP dels Països Baixos al circuit de Zandvoort.
Va participar en un total de trenta-una curses puntuables pel campionat de la F1, disputades en cinc temporades consecutives (1970 - 1974) aconseguint una victòria com a millor classificació en una cursa i assolí un total d'onze punts pel campionat del món de pilots.

## Resultats a la Fórmula 1
| Any  | Equip   | Xassís  | Motor | 1       | 2      | 3       | 4       | 5       | 6       | 7       | 8       | 9      | 10      | 11      | 12      | 13      | 14      | 15  | Posició | Punts |
| ---- | ------- | ------- | ----- | ------- | ------ | ------- | ------- | ------- | ------- | ------- | ------- | ------ | ------- | ------- | ------- | ------- | ------- | --- | ------- | ----- |
| 1970 | McLaren | McLaren | Ford  | SUD     | ESP    | MON     | BEL     | HOL Ret | FRA     | GBR     | ALE Ret | AUT 10 | ITA NC  | CAN 6   | USA 14  | MEX Ret |         |     | 23è     | 1     |
| 1971 | McLaren | McLaren | BRM   | SUD Ret | ESP 8  | MON Ret | HOL NC  | FRA 9   | GBR Ret | ALE Ret | AUT 10  | ITA 1  | CAN 14  | USA 9   |         |         |         |     | 9è      | 9     |
| 1972 | BRM     | BRM     | BRM   | ARG Ret | SUD NC | ESP Ret | MON Ret | HOL Ret | FRA NVS | GBR Ret | ALE     | AUT 13 | ITA 6   | CAN Ret | USA Ret |         |         |     | 21è     | 1     |
| 1973 | BRM     | BRM     | BRM   | ARG     | BRA    | SUD     | ESP     | BEL     | MON     | SUE     | FRA     | GBR    | HOL     | ALE     | AUT     | ITA     | CAN Ret | USA | -       | 0     |
| 1974 | Lola    | Lola    | Ford  | ARG     | BRA    | SUD     | ESP     | BEL     | MON     | SUE     | HOL>    | FRA    | GBR Ret | ALE     | AUT     | ITA     | CAN     | USA | -       | 0     |

### Resum
| Curses: | Victòries: | Pòdiums: | Poles: | Voltes ràpides: | Punts: |
| ------- | ---------- | -------- | ------ | --------------- | ------ |
| 31      | 1          | 1        | 0      | 0               | 11     |